# Eva Winter
Eva Winter (* 1971) ist eine deutsche Klassische Archäologin.
Eva Winter studierte Klassische Archäologie, Altorientalistik, Kunstgeschichte, sowie Vorderasiatische Archäologie an der Philipps-Universität Marburg und der Ruprecht-Karls-Universität Heidelberg. 1996 schloss sie mit der Arbeit Monopteroi – Zu Formen und Funktionen kleinformatiger Rundbauten als Magistra Artium an der Ruprecht-Karls-Universität Heidelberg ab, wo sie danach zwischen 1996 und 1999 Graduiertenstipendiatin war. 1996–2000 weilte sie zu Studienzwecken in Griechenland, davon 1996/1997 als Stipendiatin des DAAD. Mit der Arbeit Stadtspuren. Zeugnisse zur Urbanisierung der Chalkidiki wurde Winter 2001 in Heidelberg promoviert. 2001/2001 erhielt sie das Reisestipendium des Deutschen Archäologischen Instituts. Von 2001 bis 2008 war sie wissenschaftliche Mitarbeiterin am Institut für Archäologische Wissenschaften der Goethe-Universität Frankfurt am Main. Unterstützt von einem Forschungsstipendium der Fritz-Thyssen-Stiftung arbeitete sie von 2008 bis 2010 zum Thema antike Zeitmessung. 2010 erfolgte an der Ludwig-Maximilians-Universität München mit der Arbeit Zeitzeichen. Formen und Funktionen antiker Zeitmesser die Habilitation und anschließend die Verleihung der Venia legendi. Im Wintersemester 2009/2010 vertrat sie die Professur für Klassische Archäologie an der Humboldt-Universität Berlin. 2010/2011 erhielt sie das Stipendium für den exzellenten Nachwuchs des Freistaates Bayern. 2013 arbeitete Winter als wissenschaftliche Mitarbeiterin am SFB 644 Transformationen der Antike. Winter war u. a. auf den Ausgrabungen in Tel Kabri, Milet, Stageira und Priene tätig. Zum 1. April 2014 wurde sie in der Nachfolge von Angelika Geyer auf die W3-Professur für Klassische Archäologie an der Friedrich-Schiller-Universität Jena berufen.
Sie forscht vorrangig zu antiker Architektur sowie zu griechischem und kleinasiatischem Städtebau; ein weiterer Schwerpunkt ihrer Arbeit bildet die antike Technikgeschichte.

## Schriften
- Stadtspuren. Zeugnisse zur Siedlungsgeschichte der Chalkidiki. (= Frankfurter Archäologische Schriften. Band 3). Reichert, Wiesbaden 2006, ISBN 3-89500-558-4 (zugleich Dissertation Ruprecht-Karls-Universität Heidelberg 2000/2001)
- Zeitzeichen. Zur Entwicklung und Verwendung antiker Zeitmesser. 2 Bände. (= Urban Spaces. Band 2). De Gruyter, Berlin 2013, ISBN 978-3-11-028552-9 (zugleich Habilitation Ludwig-Maximilians-Universität München 2010)